# 2ª Divisione eritrea
La 2ª Divisione eritrea era una grande unità del Regio Esercito, costituita per guerra d'Etiopia.

## Storia
Ai primi mesi del 1935, in vista della attacco all'Etiopia, anche il Regio Corpo Truppe Coloniali d'Eritrea venne mobilitato. La divisione venne costituita insieme alla 1ª Divisione eritrea per formare un Corpo d'armata Indigeno al comando del generale di corpo d'armata Alessandro Pirzio Biroli. Ognuna delle due grandi unità era formata da due brigate coloniali di ascari, con reparti di artiglieria coloniale. A dicembre 1935, al generale Achille Vaccarisi subentrò il parigrado Lorenzo Dalmazzo. Durante la guerra il X ed il XXV Battaglione indigeni vennero distaccati dalla grande unità. 
Vi prese parte come volontario anche il Capitano Raffaele Tarantini.
Al termine della guerra le divisioni vennero sciolte ed i reparti dipendenti confluirono alle dipendenze del Comando Forze armate dell'Africa Orientale Italiana.

## Ordine di battaglia
2ª Divisione eritrea
- II Brigata - gen. b. Gallina
  - 3º Gruppo battaglioni eritrei
    - V Battaglione indigeni "Ameglio"
    - XXI Battaglione indigeni "Fulmine"

  - 7º Gruppo battaglioni indigeni
    - IV Battaglione indigeni "Toselli"
    - XIX Battaglione indigeni "Cafaro"
    - XXII Battaglione indigeni

  - II Gruppo artiglieria da montagna (da 65/17)
- IV Brigata - gen. b. Cubeddu
  - 4º Gruppo battaglioni eritrei (col. Buttà)
    - IX Battaglione indigeni "Guastoni"
    - XII Battaglione indigeni
    - XVII Battaglione indigeni "Nebri"

  - 8º Gruppo battaglioni eritrei
    - VIII Battaglione indigeni "Gamerra"
    - XX Battaglione indigeni

  - IV Gruppo artiglieria da montagna (da 65/17)

## Comandanti
- gen. Achille Vaccarisi
- gen. Lorenzo Dalmazzo